# XENON
XENON은 이탈리아 그란 사소 국립 연구소에서 운영되는 암흑 물질 연구 프로젝트이다. 가상의 암흑 물질 입자를 탐지하기 위한 점점 더 야심찬 실험을 수행하는 심층 지하 탐지 시설이다. 실험의 목표는 액체 제논 표적 챔버에서 희귀한 핵 반동 상호 작용을 찾아 약하게 상호 작용하는 거대 입자(WIMP) 형태의 입자를 탐지하는 것이다. 전류 검출기는 이중 위상 시간 투영 챔버(TPC)로 구성된다.
이 실험에서는 외부 입자가 액체 제논 부피에서 상호 작용할 때 생성되는 섬광 및 이온화 신호를 감지하여 알려진 배경에 대해 과도한 핵 반동 현상을 탐색한다. 그러한 신호의 검출은 암흑 물질 후보 입자에 대한 최초의 직접적인 실험적 증거를 제공한다. 이번 협력은 현재 컬럼비아 대학교의 이탈리아 물리학 교수 엘레나 에이프릴가 주도하고 있다.